# Tu vuò fà l'americano
«Tu vuò fà l'americano» (Quieres hacerte el americano, en español) es una canción en lengua napolitana del cantante italiano Renato Carosone y del letrista Nicola Salerno.

## Historia
Carosone escribió la canción en 1956 junto al letrista Nicola Salerno, apodado Nisa. Se convirtió en una de sus canciones más conocidas. Por encargo del productor discográfico Rapetti de la Casa Ricordi, para un concurso de radio, la música fue compuesta por Carosone en un breve periodo de tiempo después de leer la letra de Nisa; inmediatamente creyó que la canción se convertiría en un gran éxito. 
La canción apareció en la década de 1960 en la película de Melville Shavelson It Started in Naples, en la que fue cantada por Sophia Loren y Clark Gable. Se realizó también por Rosario Fiorello en la película de 1999, The Talented Mr. Ripley y fue versionado por las hermanas Puppini.
La letra habla de todo italiano que imita el estilo de vida contemporáneo de Estados Unidos y actúa como un yankee, bebiendo whisky y soda, bailando rock 'n roll, jugando al béisbol y fumando cigarrillos Camel, pero sigue dependiendo de sus padres por dinero. La canción se considera generalmente una sátira sobre el proceso de americanización que se produjo al principio de los años posteriores a la Segunda Guerra Mundial, cuando el sur de Italia seguía siendo una sociedad rural tradicional.
El mismo Carosone escribió que sus canciones "estaban profundamente basadas en el sueño americano, interpretando el jazz y sus derivados como un símbolo de Estados Unidos, la tierra animada, del progreso y bienestar, pero siempre al estilo napolitano, doblando aquel símbolo en una parodia astuta hacia sus costumbres". Según el periódico italiano La Repubblica, "Tu vuò fa l'americano" es el símbolo de la parábola artística de Carosone, como él se retiró de la música en 1960, solamente cuatro años después del lanzamiento de la canción.

## Versiones y muestreos musicales
- Los dos personajes principales cantan esta canción en un bar de jazz en la película El talentoso Sr. Ripley.
- El músico francés de rap, Philippe Fragione, apodado Akhenaton, cuyos padres provienen de Nápoles, interpreta esta canción con el mismo nombre en francés. Él describe la historia de su fascinación con los Estados Unidos cuando era niño, y su decepción al descubrir ese país, como un adulto.
- Lou Bega hizo una versión en inglés titulada "You Wanna Be Americano".
- La agrupación The Brian Setzer Orchestra hizo una versión titulada "Americano", la cual apareció en su álbum VaVoom.
- En 2000 el cantautor español de nombre artístico Tonino Carotone, canta esta canción a dúo con el propio Renato Carosone, en su álbum Mondo Difficile.
- En 2002 la banda chilena de rock Pettinellis grabó su versión titulada Americano como parte de su álbum debut (homónimo). La voz que se oye es del teclista Camilo Salinas, músico chileno-italiano nacido en Roma durante el exilio de su padre, el también músico Horacio Salinas.
- La canción se utilizó como demostración para el programa de síntesis de voz Vocaloid. Las voces masculinas en inglés de Vocaloid 2 denominadas Tonio y Big Al son las que "cantan" el tema.
- Las hermanas Puppini grabaron este tema en su álbum Betcha Bottom Dollar en 2007.
- En 2009 el grupo español Vendetta de música ska, crea una versión satírica tomando la letra original y adaptándola a los Estados Unidos en crisis y la titula "Vendetta".
- Fue colocada como música de fondo durante una escena en una cafetería en la película The American (El Americano), con George Clooney, filmada en 2010.
- El 27 de febrero de 2010 el grupo australiano Yolanda Be Cool y el productor discográfico Duncan MacLennan, apodado DCUP, presentaron una nueva versión, tomando extractos de la canción original, denominada "We No Speak Americano" y posteriormente fue regrabado por Marco Calliari.
- El cantante estadounidense de origen cubano Pitbull, en su álbum Armando, realizó otra versión de "We No Speak Americano" llamada "Bon, Bon".
- El cantante puertorriqueño Don Omar, también hizo su propia versión titulada "Me No Speak Americano", en el que menciona sus raíces latinoamericanas.
- En 2011, el cantante y actor estadounidense Darren Criss, cantó la misma canción, públicamente, dos veces: en un concierto de beneficencia y en una sesión de fotos.
- En 2011, para el álbum Alvin and the Chipmunks: Chipwrecked: Music from the Motion Picture el trío de ardillas llamado "The Chipettes" junto con Barnetta DaFonseca cantan una versión llamada "We No Speak Americano / Conga".
- En 2011 en Barcelona la banda tributo "Carosones" graba el videoclip de la canción dirigidos por el director de cine catalán Xabi Ribera que supera las 500 000 visitas en Youtube.

## Letra
| Letra original En napolitano: Puorte o cazone cu 'nu stemma arreto 'na cuppulella cu 'a visiera alzata. Passa scampanianno pe' Tuleto comm a 'nu guappo pe' te fa guardà! Tu vuò fa ll' americano! mmericano! mmericano sient a mme, chi t' 'o ffa fa? tu vuoi vivere alla moda ma se bevi whisky and soda po' te sente 'e disturbà. Tu abball 'o rocchenroll tu giochi a baisiboll ' ma 'e solde p' è Ccamel chi te li dà? ... La borsetta di mammà! Tu vuò fa ll' americano mericano! mericano! ma si nato in Italy! siente a mme nun ce sta' niente a fa ok, napulitan! Tu vuò fa ll' american! Come te po' capì chi te vò bbene si tu lle parle 'miezo americano? Quanno se fa ll' ammore sott' ' a luna comme te vene 'ncapa e di "i love you''? Tu vuò fa ll' americano mericano! mericano siente a me, chi t' 'o ffa fa? tu vuoi vivere alla moda... ma se bevi whisky and soda po' te siente 'e disturbà. Tu abball 'o rocchenroll tu giochi a baisiboll ' ma 'e solde p' e' Ccamel chi te li dà? ... La borsetta di mammà! | Letra en Español: Llevas pantalones con una marca en el trasero Una gorra con la visera hacia arriba Andas campaneando por (Via) Toledo como un guapo, para hacerte notar... Tú quieres hacerte el americano americano, americano... escúchame, ¿quién te pide que lo hagas? Tú quieres vivir a la moda, pero si bebes "whisky and soda" luego te sientes mareado... Tú bailas rock and roll tú juegas al béisbol... pero el dinero para los Camel ¿quién te lo da? ¡El bolsito de mamá! Tú quieres hacerte el americano americano, americano... ¡pero naciste en Italia! Escúchame: no hay nada que se pueda hacer ¡Ok, napolitano! Tú quieres hacerte el americano tú quieres hacerte el americano. ¿Cómo puede entenderte quien te quiere si tú le hablas mitad americano? cuando haces el amor bajo la luna ¿Cómo se te pasa por la cabeza decir “I love you”? Tú quieres hacerte el americano americano, americano... escúchame, ¿crees que merece la pena? Tú quieres vivir a la moda, pero si bebes "whisky and soda" luego te sientes mareado... Tú bailas rock and roll tú juegas al baseball... pero el dinero para los Camel ¿quién te lo da? ¡El bolsito de mamá! |